# Вомик (Орегон)
Вомик (енгл. Wamic) насељено је место без административног статуса у америчкој савезној држави Орегон.

## Демографија
По попису из 2010. године број становника је 85, што је 49 (136,1%) становника више него 2000. године.
| Група             | 2000.      | 2010.      |
| Белци             | 35 (97,2%) | 69 (81,2%) |
| Афроамериканци    | 0 (0,0%)   | 1 (1,2%)   |
| Азијати           | 0 (0,0%)   | 0 (0,0%)   |
| Хиспаноамериканци | 0 (0,0%)   | 11 (12,9%) |
| Укупно            | 36         | 85         |